# Koyna spinulata
Genre
Espèce
Koyna spinulata, unique représentant du genre Koyna, est une espèce d'opilions laniatores de la famille des Assamiidae.

## Distribution
Cette espèce est endémique du Maharashtra en Inde. Elle se rencontre dans les Koyna Hills dans le district de Satara vers Helvak.

## Description
Le syntype mesure 3,5 mm.

## Publication originale
- Roewer, 1915 : « 106 neue Opilioniden. » Archiv für Naturgeschichte, vol. 81, no 3, p. 1–152 (texte intégral).